# Jamyang Kyi
Jamyang Kyi född 1965 i provinsen Qinghai, är författare, journalist och en populär sångare i Tibet. Hon är också programledare för en feministisk TV-kanal i Qinghai.

## Biografi
Jamyang Kyis föräldrar kom från landsbygden i Amdo som tillhörde Tibet fram till 1950-talet och därefter införlivades i Kina. De bosatte sig i den autonoma prefekturen Hainan. Jamyang Kyi bor i Xining, är gift med Lhamo Kyab och har två döttrar.

## Tibetansk sångare
Jamyang Kyi är sångare och låtskrivare. Hennes musik har inspirerats av modern folkmusik och traditionell musik från Tibet. Från 1990-talet har hon gett ut flera album, "Prayer", "Karma", "Distant Lover" och blev mycket populär efter utgivningen av ”Heart Message” 1997.

## TV-journalist och författare
Jamyang Kyi också journalist och författare. Hon har arbetat på televisionen i Qinghai i mer är 20 år. Från 2005 har hon skrivit artiklar om tibetanska kvinnors utsatthet i det tibetanska samhället, bland annat om människohandel och påtvingade äktenskap.
Hon har också publicerat artiklar om utbildning och inter-etniska relationer. Efter en resa till USA 2006, har hon också intresserat sig för jämställdhet och kulturskatter och publicerat artiklar på sin blogg. Hon har skrivit en bok om tibetanska kvinnors öde och bevarandet av den tibetanska kulturen, "Fortunes and misfortunes of the women – Snows and mixed rains". Men boken stoppades för publicering.

## Arrestering i Tibet
I samband med de tibetanska oroligheterna 2008 arresterades Jamyang Kyi av den kinesiska säkerhetspolisen och konfiskerade hennes dator och kontaktlistor. De första dagarna lyckades hon hålla kontakt med sin familj via mobiltelefon, men sedan den 7 april är hon spårlöst försvunnen. Risken att Jamyang Kyi utsätts för tortyr är stor om de kinesiska myndigheterna uppfattar henne som en kritiker mot övergreppen i Tibet.
Reportrar utan gränser vädjade den 17 april till Europeiska unionen och bad om agerande för frisläppande av Jamyang Kyi. Hon släpptes den 20 maj 2008, men väntar på rättegång.